# Тимченко (гидрологический пост)
Ти́мченко — гидрологический пост в районе имени Полины Осипенко Хабаровского края. Население по данным 2011 года — 2 человека.

## Население
| 2002 | 2010 | 2011 | 2012 | 2021 |
| ---- | ---- | ---- | ---- | ---- |
| 1    | ↗2   | →2   | →2   | ↘1   |